# 下山大工
下山大工（しもやまだいく）は、甲斐国巨摩郡下山村（山梨県南巨摩郡身延町下山）の大工集団。

## 下山と甲斐国における大工集団
下山大工が本拠とした下山の地は甲斐国巨摩郡下山（山梨県身延町下山）に所在する。甲斐南部の河内地方に位置する山間部で、南北に富士川が流れる。戦国時代には河内領主の穴山氏が本拠とした。中世には身延（身延町身延）に身延山久遠寺が創建され、江戸時代には門前町として栄えた。
甲斐国では室町時代から戦国時代にかけて、建築に携わる職人である番匠（ばんじょう）や屋根職人を意味する檜皮大工（ひわだいく）の活動が見られる。甲斐は他国から渡来した番匠が少なく、甲斐国内に居住した番匠が多かったことが指摘される。
戦国期の河内領では番匠大工頭・源三左衛門（げんさざえもん、生没年不詳）の存在が知られる。竹下氏姓を称する。源三左衛門は下山村に居住する番匠で、永禄6年（1563年）から活動が知られ、「諸州古文書」年未詳2月には穴山信君が源三左衛門（竹下氏）に対し、普請の内容は不明であるが、破風板（はふいた）に釘を打ち修理することを命じた文書が知られている。
中世・近世には駿州往還（河内道）が通過し、江戸期から明治初期には富士川舟運も盛んであった。
近世においては様々な大工集団が出現する。甲斐国においても下山大工以外に甲府城下町に散住した町方大工が存在し、彼らは中世の役引大工の由緒を持ち屋敷役免許の特権を得て領主の御用務めを義務づけられた。
また、在郷の村々に居住し農閑余業として近在の普請などを務めた小規模の在方大工や、有力寺社の境内や門前に居住し造営普請を担う寺内大工などの大工集団が存在していた。
甲斐国東部、都留郡内にも郡内大工仲間が存在し排他的な職域を有していた。
これら三種の大工集団はそれぞれ大工仲間を組織し、他領大工の介入を阻止し大工集団の広域進出に伴い対立も引き起こした。

## 中世期の下山大工
下山大工は石川・竹下両家を中心とした在方大工で、両家は戦国期に河内地方を領した穴山氏の本拠である下山城下町（身延町下山）に居住し、穴山氏から諸役免除を受けた役引大工としての由緒を持つ。
石川家は駿河国大石寺の本堂造営に携わったとする伝承を持ち、近世にも堂塔造営を行っている。静岡県富士宮市の富士山本宮浅間大社楼門左神像には慶長19年（1614年）に石川家が造営に携わっていた内容を記す銘文があり、中世にはすでに広域的に活動した大工集団であったと考えられている。

## 近世の下山大工
近世の百姓は本業とされる稲作・畑作のほか、農作業の合間には農間余業（農間稼ぎ、農間渡世）として余剰農産物の販売や、甲州で一般的な養蚕など徳用作物の栽培、山稼ぎや商工業などを幅広く行っていた。
甲斐南部の河内地方は甲斐東部の郡内地方と並ぶ山間地で、耕地に乏しいため諸職人の活動が顕著であった。河内地方では林産資源の活用や、富士川舟運・駿州往還沿いの輸送業のほか大工稼ぎを行っており、文政6年（1823年）の「大工仲間人別帳」では河内・甲府近辺において下山大工に属する1054人を記載している。また、河内地方では日蓮宗の総本山である身延山久遠寺が存在し、門前町には久遠寺の造営活動を専門に行う身延大工が居住している。

## 下山大工の活動
下山大工の活動は広範囲において見られ、江戸芝（東京都港区白金）の白金御殿には宝永元年（1704年）の棟札が残されているほか、駿府城（静岡県静岡市葵区）の城内普請も手がけている。
甲斐国内では甲斐善光寺の山門（国の重要文化財、明和4年・1767年）、同寺本堂（寛政8年・1796年）、甲州市の諏訪神社本殿（寛政5年・1793年、県指定文化財）、焼失した金櫻神社楽殿（享和2年・1802年）など、装飾彫刻を特徴とする建築を数多く手がけている。
山梨県内に残存する棟札767枚を集成した山梨県史資料叢書『山梨県棟札調査報告書』の検討によれば、下山大工の活動は甲斐国内でにおいては国中地方中心部で顕著とされる。
国中地方では17世紀まで甲府町方大工の活動が主流であったが、甲斐一円が幕府直轄領化された18世紀以降には下山大工が国中へ進出し、甲府町方大工を凌駕するに至る。特に甲斐善光寺の造営においては近世初頭の寺内大工が甲府町方大工に圧迫され、宝暦4年（1754年）の火災後の再興事業を契機に下山大工が出現している（甲斐善光寺における大工の変遷は棟札資料のほか『甲斐善光寺文書』に拠る）。
一方、本拠である河内地方においては下山大工の棟札は少なく、時系列的に減少傾向にあることが指摘されている。一方、身延大工の久遠寺造営は依然として堅持され、下山大工以外の在方大工の成長も見られ、18世紀以降には下山大工は地元よりも国中を中心とし広域的範囲に活動を移していった点が指摘される。
甲斐東部の郡内領においては谷村藩時代に領内が13区の「細工場」に区分され、それぞれの区域を統率する細工場棟梁と、それをまとめる御役大棟梁が存在し郡内大工仲間を組織していた。彼らは他領大工の進出を阻止していたため、下山大工の進出は見られない。

## 下山大工の抗争
安永7年（1778年）の甲府城内修復工事に際して、下山大工の竹下・石川両名が普請を請け負うが、これに対して下山大工内部の反対派が両家に対して訴訟を起こす。彼らは甲府町方大工や、他村の在方大工らを動員し、国中三郡において竹下・石川両家が総棟梁化することを危惧したという。この訴訟において、天明2年（1782年）には下山大工の支配権が否定されている。
また、一般的に大工は聖徳太子を職能神として太子講を組織するが、下山大工でも同業者組織として太子講が存在していた。下山大工の抗争に伴い、太子講組織も元文5年（1740年）には旧体制派と反対派に分裂している。こうした下山大工内部の分裂は安永7年の訴訟を契機に見直され、太子講組織が統一された。
文化4年（1807年）には「大工仕法之事」を、文化6年（1809年）には「万歳太子講」の大工仲間定書を成立させ、甲府町方大工や他村の在方大工から作料金の引き下げを非難されていたことを受け入れ、一定の作料金を定めた。この定書は下山村周辺だけでなく、広域的な在方大工集団でも受け入れられている。

## 作品

### 重要文化財
- 善光寺本堂、寛政8年（1796年）石川共重
- 善光寺山門、明和4年（1768年）石川久左衛門
- 旧睦沢学校、明治8年（1875年）松木輝殷

### 登録有形文化財
- 旧山梨田中銀行、明治31年（1898年）松木輝殷

### 山梨県指定文化財
- 諏訪神社本殿、寛政3年（1793年）土橋茂祇
- 大善寺山門、寛政10年（1798年）土橋茂祇
- 佐久神社本殿、文久2年（1862年）松木運四郎、松木佐内

### その他
- 金櫻神社神楽殿、石川共重、石川七郎左衛門　鎌倉時代の建築で重要文化財であったが昭和30年（1955年）焼失し文化財指定も解除された。